# Nils Ole Oftebro
Nils Ole Oftebro, född 1 december 1944 i Sarpsborg, är en norsk skådespelare och illustratör. 
Han arbetade för Fjernsynsteatret från 1969 till 1971. Från 1971 tillhörde han Nationaltheatret och gjorde många stora roller som titelrollen i Peer Gynt, Relling i Vildanden och Thesevs i Racines Fedra. Han var konstnärlig ledare på Torshovteatret från 1987 till 1989. Bland hans filmer kan nämnas Dagny (1977), Rallarblod (1978) och Du, pappa (1994). Från slutet av 1990-talet har Oftebro arbetat som programledare i norska TV-produktioner som Robinson, Fångarna på fortet och Måndagsklubben. Oftebro debuterade som tecknare 2005.
Han mottog Amandapriset för "Bästa skådespelare" år 1986 för hans roll i TV-produktionen Du kan da ikke bare gå, och år 1998 för "Bästa stödjande roll" i Thranes metode. Han fick Kritikerpriset 1990 för sin insats i Molières Don Juan.
Han är far till skådespelaren Jakob Oftebro.

## Filmer och TV-serier
- 1977 - Dagny.
- 1978 - Rallarblod.
- 1986 - Du kan da ikke bare gå.
- 1994 - Du,Pappa.
- 1998 - Thranes metoder.
- 2007 - Torpedo (Norsk TV-mini-serie)
- 2014-2016 - Mammon (Norsk TV-serie)
- 2016 - Svartsjön (TV-serie i svenska, norska och danska TV 3.).